# Sifrid
Sifrid († 5. Februar 1316) war von 1288 bis 1316 Abt des Benediktinerklosters in Münsterschwarzach.

## Münsterschwarzach vor Sifrid
Abt Sifrid war bereits der neunundzwanzigste Abt, der das Kloster Münsterschwarzach leitete. Nachdem im 11. Jahrhundert die Abtei endgültig den Würzburger Bischöfen unterstellt worden war, die das Kloster zu einem bischöflichen Eigenkloster machten, wurden vor allem Äbte eingesetzt, die die Reformen von Gorze festigen sollten. Neben vielen anderen tat sich hierin besonders der spätere Heilige Egbert von Münsterschwarzach hervor.
Nachdem im 12. Jahrhundert die Hirsauer Reform in der Abtei Fuß fassen konnte, wurden die Gebäude teilweise erneuert und ausgebessert. Das 13. Jahrhundert ist vor allem durch die fehlenden Quellen geprägt. Ein Umstand, der die Klosterchronisten dazu brachte, einige Äbte vollständig auszusparen. So gelang es erst der neueren Forschung die fehlenden Klostervorsteher zu rekonstruieren. Sifrids direkter Vorgänger Sigiloch wurde dann auch erst in der Abtsreihe von Heinrich Wagner erwähnt.

## Leben
Über die Jugend und frühen Jahre des Abtes Sifrid ist nichts bekannt. Er tauchte erstmals in einer Urkunde vom 26. Januar 1289 auf, in der er einige Klostergüter an das Zisterzienserkloster Ebrach verkaufte. Ein weiteres Mal wurde Sifrid im Jahr 1290 erwähnt. Wiederum veräußerte Münsterschwarzach seine Güter in einem Ort namens Sambach an den Ebracher Abt Winricus. Ob es sich hierbei um Untersambach im heutigen Landkreis Kitzingen oder das heute zu Burgebrach gehörige Mönchsambach handelte, ist unklar.
Im Jahr 1291 ging die Auflösung des Klosterbesitzes weiter. Mit Zustimmung des Würzburger Bischofs Manegold wurden die Güter in Güntersleben und Theilheim aufgelöst. Sifrid gelang mit diesen Verkäufen die Entschuldung der Abtei. Nun konnte er an den Rückkauf von früher verpfändetem Klostereigentum gehen: Er erwarb die Vogtei über fast alle Klosterdörfer von den Grafen von Castell zurück und kaufte auch den wichtigen Dettelbacher Zehnten von den Erben des Konrad von Sickershausen.
Papst Coelestin V. bestätigte dem Kloster im Jahr 1294 seine Rechte. Auch die Gebäude des Klosters, durch die vielen Fehden der Würzburger Bischöfe in Mitleidenschaft gezogen, ließ Sifrid wieder aufbauen. Gegen Ende seiner Amtszeit kam es allerdings zu einem großen Konflikt im Konvent, der aufgrund der Quellenarmut nur vage nachvollzogen werden kann. Letztmals ist Sifrid im Jahre 1306 urkundlich bezeugt, was einen Tod erst im Jahr 1316, an einem 5. Februar, eher unwahrscheinlich werden lässt.